# Freecode
Freecode (jusqu’à octobre 2011 Freshmeat) est un site web répertoriant un grand nombre de logiciels, majoritairement libres. Il permet aussi de suivre leur évolution, d'écrire ou de lire des articles ou des critiques de logiciels, de dialoguer avec les auteurs de logiciels et bien d'autres choses. Bien que la majorité des logiciels du site soient des logiciels libres pour GNU/Linux, on y trouve aussi des logiciels propriétaires, notamment sous Windows.
Freecode a été revendu par Geeknet à Dice Holdings en septembre 2012.
Depuis le 18 juin 2014, le site n'est plus mis à jour.

## Fonctionnement
Les programmeurs ont la possibilité d'inscrire leurs projets et d'indiquer l'arrivée des mises à jour tandis que les utilisateurs ont la possibilité de rechercher des logiciels selon plusieurs critères (domaine, licence, état du projet, environnement, public visé, systèmes d'exploitation pris en charge, langage de programmation employé et langues disponibles), de les télécharger et parfois de les noter ou de laisser des commentaires.